# Hiệp ước Cấm thử Hạt nhân Toàn diện
Hiệp ước Cấm thử nghiệm Hạt nhân Toàn diện, viết tắt tiếng Anh: CTBT (Comprehensive Nuclear-Test-Ban Treaty) là một hiệp ước đa phương ngăn cấm tất cả các vụ nổ hạt nhân cho cả mục đích dân dụng và quân sự, trong tất cả mọi môi trường. Nó đã được Đại hội đồng Liên Hợp Quốc thông qua ngày 10 tháng 9 năm 1996, nhưng chưa có hiệu lực, vì có tám quốc gia cụ thể đã không phê chuẩn hiệp ước.
Hiệp ước được Ủy ban Chuẩn bị cho Tổ chức Hiệp ước Cấm thử Hạt nhân Toàn diện chuẩn bị và đàm phán.